# Alexa Junge
Alexa Junge es una escritora, productora y guionista estadounidense, conocida por su trabajo en la serie Friends.
Dos veces nominada al Emmy y WGA Award, Junge creció en Los Ángeles,  estudió en Barnard College donde escribió The Columbia Varsity Show con David Rakoff y Jeanine Tesori. Junge continuó su educación en NYU’S Tisch School of the Arts. Junge trabajó para Friends durante 1994-1999. Nominada a dos Emmy Awards y dos Writers Guild of America Awards, además ganó un National AOL Poll por escribir el "Episodio Favorito de Friends"  por The One Where Everybody Finds Out.  Junge escribió también para Once and Again, Sex and the City, West Wing (donde fue nominada a un Emmy y dos WGA Awards), Big Love y la comedia de BBC, Clone. Junge también escribió letras de canciones para Mulan 2, y Lilo & Stitch 2: Stitch Has a Glitch.
Una frecuente contribuidora a National Public Radio’s This American Life, Junge interpretó en vivo en su tour de 2008, “What I Learned From Television”. Junge fue productora ejecutiva de la primera temporada de la serie de Showtime, United States of Tara. Recientemente trabaja en haciendo pilotos de televisión para ABC y Showtime y terminando un guion para Warner Brothers Au Pairs dirigido por R.J. Cutler.
Junge está casada con su colega director/guionista Douglas Petrie y tienen un hijo, Henry. Es la nieta de la guionista Marvin Borowsky.